# Ouham
Prefectura Ouham este una dintre cele 14 unități administrativ-teritoriale de gradul I ale Republicii Centrafricane.
1. ↑   http://www.statoids.com/ucf.html Lipsește sau este vid: |title= (ajutor)